# Святогорське сільське поселення
Святого́рське сільське поселення (рос. Святогорское сельское поселение) — сільське поселення у складі району імені Лазо Хабаровського краю Росії.
Адміністративний центр — село Святогор'є.

## Населення
Населення сільського поселення становить 769 осіб (2019; 834 у 2010, 853 у 2002).

## Склад
До складу сільського поселення входять:
| Населений пункт          | Населення, осіб (2002) | Населення, осіб (2010) |
| ------------------------ | ---------------------- | ---------------------- |
| Каменець-Подольськ, село | 70                     | 65                     |
| Святогор'є, село         | 783                    | 769                    |